# Marcel Ponitka
Marcel Ponitka (Ostrów Wielkopolski, 28 agosto 1997) è un cestista polacco.

## Biografia
È il fratello minore di Mateusz Ponitka, a sua volta cestista.

## Palmarès
- Campionato polacco: 2

Zielona Góra: 2015-16, 2019-20
- Supercoppa polacca: 3

Zielona Góra: 2015, 2020
Śląsk Breslavia: 2024
- Coppa di Polonia: 1

Legia Varsavia: 2024